# Reinholdt Boll
Reinholdt Fredrik Boll (* 25. Juli 1825 in Fredriksvern, Vestfold, Norwegen; † 18. Juni 1897 in Christiania, Norwegen) war ein norwegischer Marine- und Landschaftsmaler.

## Leben

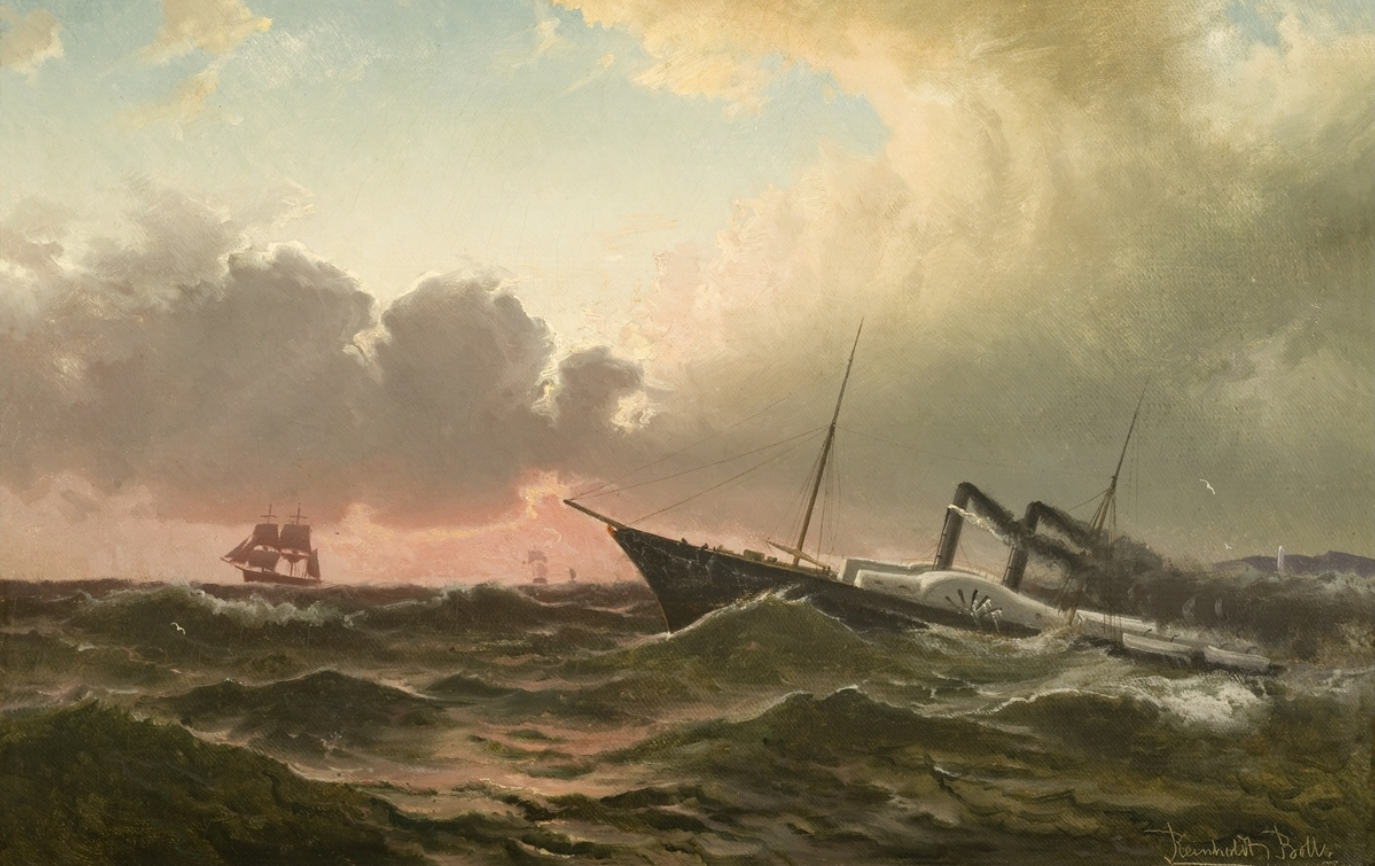
Das Dampfschiff „Kronprinzessin Louise“ vor Færder, Norsk Maritimt Museum, Oslo

Boll, Sohn des Kapitäns Peder Ivar Boll (1775–1852) und dessen Ehefrau Anna, geborene Koch (1785–1872), besuchte von 1847 bis 1855 die Königlich Dänische Kunstakademie in Kopenhagen, wo er ab 1850 Schüler von Vilhelm Melbye war. 1854/1855 hielt er sich in Düsseldorf auf. Trotz der Kürze war der Aufenthalt dort für seine künstlerische Entwicklung sehr wichtig. 1856 ließ er sich in Christiania nieder. Hauptsächlich zu Fuß unternahm er Studienreisen in seiner norwegischen Heimat. 1874 besuchte er Island, 1879 bereiste er das Mittelmeer (Spanien, Griechenland, Osmanisches Reich). In Eidsbugarden verkehrte Boll in einem Kreis um Aasmund Olavsson Vinje und Ernst Sars. Ab 1850 stellte er im Kunstverein von Christiania aus, 1866 auf der skandinavischen Ausstellung in Stockholm, 1867 auf der Weltausstellung in Paris.